# Soljani
Soljani je vesnice v Chorvatsku ve Vukovarsko-sremské župě. Vesnice je součástí opčiny Vrbanja. Soljani leží nedaleko hranic se Srbskem, asi 28 km jihozápadně od Županje a 55 km jižně od města Vinkovci v nadmořské výšce 86-88 m n. m. Žije zde 1245 obyvatel (2011).